# 野崎正剛
野崎 正剛（のざき せいごう、1931年5月3日 - 1989年9月3日）は、大蔵官僚。世界銀行東京事務所長、大蔵省大臣官房審議官、大蔵省国際金融局次長、大蔵省印刷局長などを歴任。

## 略歴
福島県福島市出身。福島県立福島高等学校を経て、1956年一橋大学商学部卒業、大蔵省入省。大臣官房調査課（現在の総合政策課）配属。省内屈指の語学力を持ち国際畑を歩み、1973年大蔵省大臣官房財務官室長。1974年横浜税関総務部長、通関士試験試験委員。1975年大蔵省関税局国際第二課長。
1976年国際連合貿易開発会議日本政府代表代理。同年近畿財務局総務部長。1977年から大蔵省関税局国際第一課長を務め、東京ラウンドの取りまとめにあたった。1979年関税及び貿易に関する一般協定締約国団会議日本政府代表代理。
1980年世界銀行東京事務所長。1982年大蔵省大臣官房審議官（援助問題担当）、国際農業開発基金総務会日本政府代表代理、投資紛争解決国際センター理事会年次会合日本政府代表代理。
1984年大蔵省国際金融局次長。1985年大蔵省印刷局長。1986年に退官後、野崎国際事務所を設立して、住友生命顧問などに就いていたが、1989年に急性心不全のため死去した。同年従四位勲三等瑞宝章。

## 著書
- 『日本と世界銀行』世界銀行東京事務所 1981年